# شارلوت إم. تايلور
شارلوت إم. تايلور (بالإنجليزية: Charlotte M. Taylor)‏ هي عالمة نبات أمريكية، ولدت في 1955 في ميشيغان في الولايات المتحدة.